# سن-آنری (شودییر-آپالاش)
سن-آنری، شودییر-آپالاش (به فرانسوی: Saint-Henri) شهری در منطقه شهری بلشاس ناحیه شودییر-آپالاش در استان کبک کانادا است. در سرشماری سال ۲۰۱۱ این شهر ۴٬۰۸۲ نفر جمعیت داشته‌است و مساحت آن ۱۲۱٫۷۸ کیلومتر مربع است.